# Campionati mondiali under 23 di lotta 2018
I campionati mondiali di under 23 lotta 2018 si sono svolti presso la Sala Polivalentă di Bucarest, in Romania, dal 12 al 18 novembre 2018. Sono stati la 2ª edizione a comprendere contestulmente i tornei di lotta greco-romana e lotta libera femminile e maschile.

## Podi

### Uomini

#### Lotta libera
| Evento | Oro                            | Argento                          | Bronzo                               |
| 57 kg  | Toshihiro Hasegawa Giappone    | Ravi Kumar India                 | Taras Markovych Ucraina              |
| 57 kg  | Toshihiro Hasegawa Giappone    | Ravi Kumar India                 | Zou Wanhao Cina                      |
| 61 kg  | Magomedrasul Idrisov Russia    | Sean Christian Fausz Stati Uniti | Nikolai Okhlopkov Romania            |
| 61 kg  | Magomedrasul Idrisov Russia    | Sean Christian Fausz Stati Uniti | Liu Minghu Cina                      |
| 65 kg  | Rei Higuchi Giappone           | Ali Rahimzade Azerbaigian        | Maxim Sacultan Moldavia              |
| 65 kg  | Rei Higuchi Giappone           | Ali Rahimzade Azerbaigian        | Islam Dudaev Russia                  |
| 70 kg  | Tajmuraz Salkazanov Slovacchia | David Baev Russia                | Jintaro Motoyama Giappone            |
| 70 kg  | Tajmuraz Salkazanov Slovacchia | David Baev Russia                | Enes Uslu Turchia                    |
| 74 kg  | Avtandil Kentchadze Georgia    | Maxim Vasilioglo Romania         | Navid Zanganeh Iran                  |
| 74 kg  | Avtandil Kentchadze Georgia    | Maxim Vasilioglo Romania         | Timur Bizhoev Russia                 |
| 79 kg  | Nika Kentchadze Georgia        | Gadzhi Nabiev Russia             | Omaraskhab Nazhmudinov Romania       |
| 79 kg  | Nika Kentchadze Georgia        | Gadzhi Nabiev Russia             | Döwletmyrat Orazgylyjow Turkmenistan |
| 86 kg  | Kamran Ghasempour Iran         | Artur Naifonov Russia            | Gankhuyag Ganbaatar Mongolia         |
| 86 kg  | Kamran Ghasempour Iran         | Artur Naifonov Russia            | Murad Suleymanov Azerbaigian         |
| 92 kg  | Shamil Zubairov Azerbaigian    | Aslanbek Sotiev Russia           | Hossein Shahbazi Iran                |
| 92 kg  | Shamil Zubairov Azerbaigian    | Aslanbek Sotiev Russia           | Bohdan Hrytsay Ucraina               |
| 97 kg  | Givi Mach'arashvili Georgia    | Kollin Moore Stati Uniti         | Ali Shabani Iran                     |
| 97 kg  | Givi Mach'arashvili Georgia    | Kollin Moore Stati Uniti         | Igor Ovsyannikov Russia              |
| 125 kg | Said Gamidov Russia            | Youssif Hemida Stati Uniti       | Rolandi Andriadze Georgia            |
| 125 kg | Said Gamidov Russia            | Youssif Hemida Stati Uniti       | Amin Taheri Iran                     |

#### Lotta greco-romana
| Evento | Oro                             | Argento                     | Bronzo                         |
| 55 kg  | Nugzari Tsurtsumia Georgia      | Vitalii Kabaloev Russia     | Balbai Dordokov Kirghizistan   |
| 55 kg  | Nugzari Tsurtsumia Georgia      | Vitalii Kabaloev Russia     | Amangali Bekbolatov Kazakistan |
| 60 kg  | Kenichiro Fumita Giappone       | Murad Mammadov Azerbaigian  | Mehdi Mohsennejad Iran         |
| 60 kg  | Kenichiro Fumita Giappone       | Murad Mammadov Azerbaigian  | Kerem Kamal Turchia            |
| 63 kg  | Katsuaki Endo Giappone          | Alexandru Biciu Moldavia    | Mihai Mihuț Romania            |
| 63 kg  | Katsuaki Endo Giappone          | Alexandru Biciu Moldavia    | Oleksandr Hrushyn Ucraina      |
| 67 kg  | Mohamed Ibrahim El-Sayed Egitto | Karim Jafarov Azerbaigian   | Alen Mirzoian Russia           |
| 67 kg  | Mohamed Ibrahim El-Sayed Egitto | Karim Jafarov Azerbaigian   | Ottó Losonczi Ungheria         |
| 72 kg  | Cengiz Arslan Turchia           | Ramaz Zoidze Georgia        | Tamás Lévai Ungheria           |
| 72 kg  | Cengiz Arslan Turchia           | Ramaz Zoidze Georgia        | Kaharman Kissymetov Kazakistan |
| 77 kg  | Daniel Cataraga Moldavia        | Rajbek Bisultanov Danimarca | Ismail Saidkhasanov Russia     |
| 77 kg  | Daniel Cataraga Moldavia        | Rajbek Bisultanov Danimarca | Fatih Cengiz Turchia           |
| 82 kg  | Gela Bolkvadze Georgia          | Nicu Ojog Romania           | Mikita Klimovich Bielorussia   |
| 82 kg  | Gela Bolkvadze Georgia          | Nicu Ojog Romania           | Mehdi Ebrahimi Iran            |
| 87 kg  | Semen Novikov Ucraina           | Daniel Grégorich Cuba       | Islam Abbasov Azerbaigian      |
| 87 kg  | Semen Novikov Ucraina           | Daniel Grégorich Cuba       | Anton Kurs Bielorussia         |
| 97 kg  | Aleksandr Golovin Russia        | Zsolt Török Ungheria        | Ali Akbar Heidari Iran         |
| 97 kg  | Aleksandr Golovin Russia        | Zsolt Török Ungheria        | Giorgi Melia Georgia           |
| 130 kg | Zviadi Pataridze Georgia        | Osman Yıldırım Turchia      | Ali Akbar Yousefi Iran         |
| 130 kg | Zviadi Pataridze Georgia        | Osman Yıldırım Turchia      | Abdellatif Mohamed Egitto      |

### Donne

#### Lotta libera
| Evento | Oro                    | Argento                    | Bronzo                               |
| 50 kg  | Miho Igarashi Giappone | Nadezhda Sokolova Russia   | Ştefania Priceputu Romania           |
| 50 kg  | Miho Igarashi Giappone | Nadezhda Sokolova Russia   | Tsogt-Ochiryn Namuuntsetseg Mongolia |
| 53 kg  | Momoka Kadoya Giappone | Milana Dadasheva Russia    | Andreea Ana Romania                  |
| 53 kg  | Momoka Kadoya Giappone | Milana Dadasheva Russia    | Khrystyna Bereza Ucraina             |
| 55 kg  | Saki Igarashi Giappone | Ouyang Junling Cina        | Elena Brugger Germania               |
| 55 kg  | Saki Igarashi Giappone | Ouyang Junling Cina        | Marina Sedneva Kazakistan            |
| 57 kg  | Alexandria Town Canada | Akie Hanai Giappone        | Sükheegiin Tserenchimed Mongolia     |
| 57 kg  | Alexandria Town Canada | Akie Hanai Giappone        | Alexandra Andreeva Russia            |
| 59 kg  | Grace Bullen Norvegia  | Rong Ningning Cina         | Olena Kremzer Ucraina                |
| 59 kg  | Grace Bullen Norvegia  | Rong Ningning Cina         | Yuzuru Kumano Giappone               |
| 62 kg  | Yukako Kawai Giappone  | Ilona Prokopevniuk Ucraina | Enkhbatyn Gantuyaa Mongolia          |
| 62 kg  | Yukako Kawai Giappone  | Ilona Prokopevniuk Ucraina | Luisa Niemesch Germania              |
| 65 kg  | Ayana Gempei Giappone  | Elis Manolova Azerbaigian  | Maria Kuznetsova Russia              |
| 65 kg  | Ayana Gempei Giappone  | Elis Manolova Azerbaigian  | Iryna Koliadenko Ucraina             |
| 68 kg  | Yudaris Sánchez Cuba   | Miwa Morikawa Giappone     | Khanum Velieva Russia                |
| 68 kg  | Yudaris Sánchez Cuba   | Miwa Morikawa Giappone     | Alexandria Glaude Stati Uniti        |
| 72 kg  | Buse Tosun Turchia     | Alexandra Anghel Romania   | Zhamila Bakbergenova Kazakistan      |
| 72 kg  | Buse Tosun Turchia     | Alexandra Anghel Romania   | Wang Xiaoqian Cina                   |
| 76 kg  | Paliha Cina            | Ayşegül Özbege Turchia     | Korinahe Bullock Stati Uniti         |
| 76 kg  | Paliha Cina            | Ayşegül Özbege Turchia     | Gulmaral Yerkebayeva Kazakistan      |

## Classifica squadre
| Pos. | Lotta libera maschile | Lotta libera maschile | Lotta greco-romana | Lotta greco-romana | Lotta libera femminile | Lotta libera femminile |
| Pos. | Squadra               | Punti                 | Squadra            | Punti              | Squadra                | Punti                  |
| ---- | --------------------- | --------------------- | ------------------ | ------------------ | ---------------------- | ---------------------- |
| 1    | Russia                | 181                   | Georgia            | 126                | Giappone               | 188                    |
| 2    | Georgia               | 108                   | Russia             | 101                | Russia                 | 113                    |
| 3    | Iran                  | 105                   | Turchia            | 87                 | Cina                   | 106                    |
| 4    | Giappone              | 93                    | Giappone           | 80                 | Ucraina                | 81                     |
| 5    | Stati Uniti           | 92                    | Azerbaigian        | 71                 | Stati Uniti            | 76                     |
| 6    | Ucraina               | 70                    | Iran               | 70                 | Mongolia               | 75                     |
| 7    | Azerbaigian           | 62                    | Egitto             | 62                 | Romania                | 70                     |
| 8    | Romania               | 52                    | Ungheria           | 62                 | Kazakistan             | 65                     |
| 9    | Turchia               | 43                    | Ucraina            | 56                 | Canada                 | 55                     |
| 10   | India                 | 42                    | Moldavia           | 45                 | Germania               | 52                     |